# Julian Gbur

Bischofswappen von Julian Gbur

Julian Gbur SVD (ukrainisch Юліян Ґбур)  (* 14. November 1942 in Brzezawa; † 24. März 2011) war ein polnischer Bischof der ukrainischen griechisch-katholischen Kirche von Stryj.

## Leben
Julian Gbur trat der Ordensgemeinschaft der Steyler Missionare bei und empfing am 21. Juni 1970 die Priesterweihe durch Kurienerzbischof Adam Kozłowiecki SJ.
Am 21. Februar 1994 wurde er von der Heiligen Synode zum Weihbischof in Lemberg gewählt. Papst Johannes Paul II. ernannte ihn am 30. März 1994 zum Titularbischof von Bareta und bestätigte die Wahl zum Weihbischof in der Erzeparchie Lemberg der Ukrainer. Die Bischofsweihe am 7. Juli 1994 spendete ihm der Metropolit von Lemberg, Myroslav Ivan Kardinal Lubachivsky; Mitkonsekratoren waren Jan Martyniak, Bischof von Przemyśl und Philemon Kurchaba CSsR, Weihbischof in Lemberg.
2000 erfolgte die Ernennung zum ersten Bischof der neugegründeten Eparchie Stryj, der mit Rom unierten griechisch-katholischen Kirche der Ukraine. Aufgrund seines Gesundheitszustandes bestellte der Heilige Stuhl im Januar 2010 Taras Senkiw zum Apostolischen Administrator ad nutum Sanctae Sedis.